# Lisa Raitt

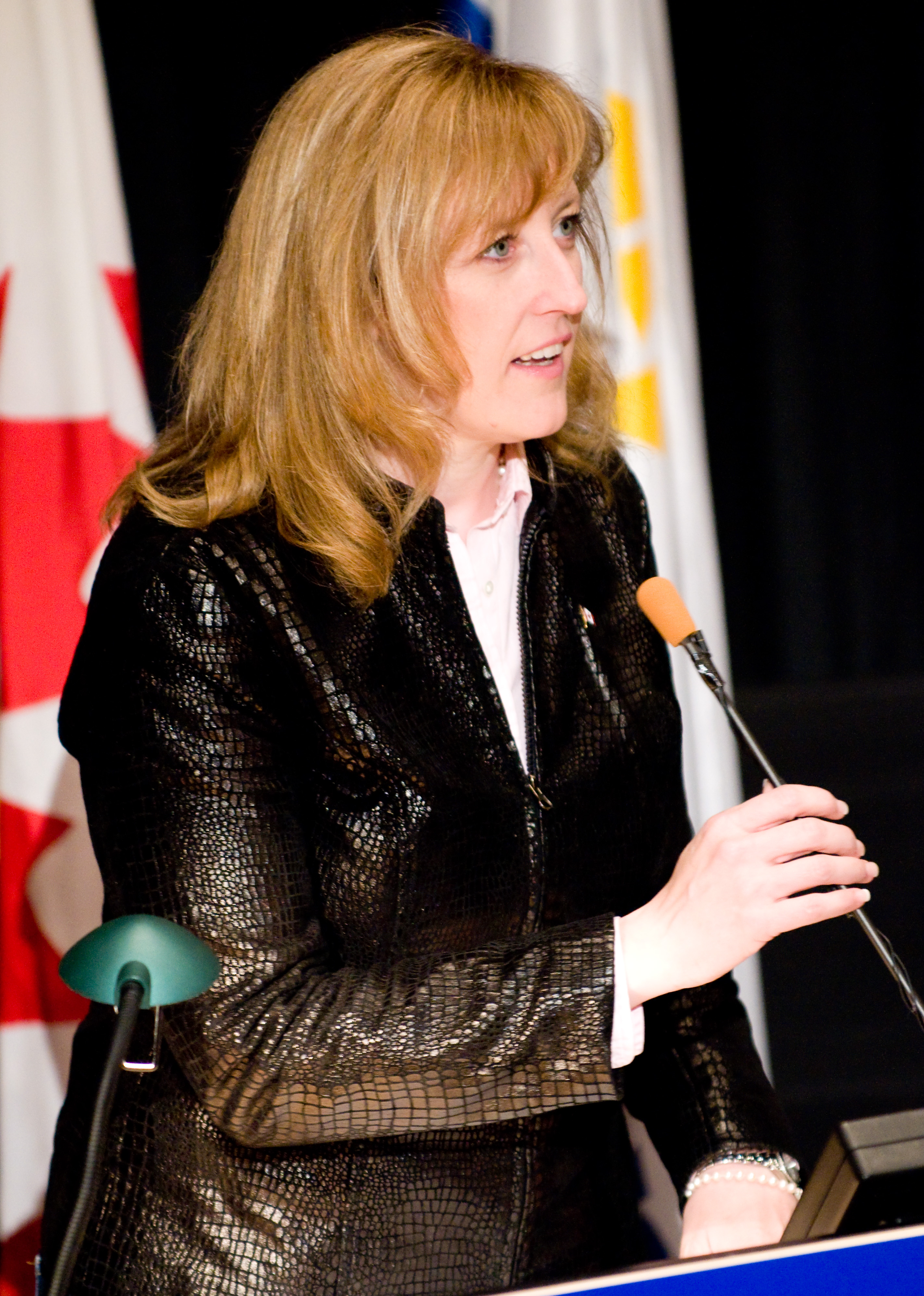
Lisa Raitt (2009)

Lisa Raitt PC, MP (* 7. Mai 1968 als Lisa MacCormack in Sydney, Nova Scotia) ist eine Politikerin der Konservativen Partei Kanadas, die zwischen 2008 und 2010 Ministerin für natürliche Ressourcen sowie von 2010 bis 2013 Arbeitsministerin und von 2013 bis 2015 Verkehrsministerin im 28. kanadischen Kabinett von Premierminister Stephen Harper war.

## Leben
Lisa Raitt absolvierte nach dem Schulbesuch ein grundständiges Studium an der Saint Francis Xavier University beendete sie mit einem Bachelor (B.Sc.) sowie einem Master of Science (M.Sc.) von der University of Guelph. Ein weiteres Studium der Rechtswissenschaften an der Osgoode Hall Law School der York University schloss sie mit einem Bachelor of Laws (LL.B.) ab. Im Anschluss arbeitete sie als Rechtsanwältin, wobei sie sich auf Privateigentum, Handelsstreitigkeiten und Schiedsverfahren im Schifffahrtsrecht spezialisierte.
Danach war sie als Wirtschaftsmanagerin tätig wie zum Beispiel als Rechtsberaterin und Hafenmeisterin der Hafenverwaltung von Toronto TPA (Toronto Port Authority). Zuletzt war sie Präsidentin und Chief Executive Officer (CEO) der Toronto Port Authority.
Als Kandidatin der Konservativen Partei wurde sie bei der Wahl vom 14. Oktober 2008 im Wahlkreis Halton erstmals zum Mitglied des Unterhauses gewählt und gehörte diesem bis zu ihrer Abwahl bei der Wahl 2019 an.
Knapp zwei Wochen nach ihrer Wahl wurde Lisa Raitt am 30. Oktober 2008 von Premierminister Stephen Harper als Ministerin für natürliche Ressourcen in das 28. kanadische Kabinett berufen und übernahm dort nach einer Kabinettsumbildung am 19. Januar 2010 das Amt als Arbeitsministerin. Als solche war sie vom 18. Mai 2011 bis zum 14. Juli 2013 auch Vize-Vorsitzende des Kabinettsausschusses für wirtschaftlichen Wohlstand.
Nach einer neuerlichen Kabinettsumbildung fungierte sie vom 15. Juli 2013 bis zum 3. November 2015 als Verkehrsministerin im Kabinett Harper und war damit verantwortlich für Transport Canada.